# Blueprints
Blueprints è il primo album in studio dei Wage War, band metalcore statunitense, pubblicato il 27 novembre 2015 dalla Fearless Records.

## Il disco
Registrato ai Wade Studios di Orlando con l'aiuto dei membri degli A Day to Remember Jeremy McKinnon e Andrew Wade, che figurano anche tra i compositori insieme a Denney, il disco è stato accompagnato dai singoli e relativi video di Alive, Twenty One e Youngblood, e seguito dal video di The River.

## Tracce
1. Hollow – 1:08 (Kluesener & Quistad)
2. Twenty One – 4:13 (McKinnon & Quistad)
3. Alive – 3:25 (Blake, Bond, McKinnon, Quistad & Wade)
4. Blueprints – 4:22 (Blake & Quistad)
5. Youngblood – 4:03 (Gaylord, McKinnon & Quistad)
6. The River – 3:48 (Blake & Quistad)
7. Deadlocked – 3:56 (McKinnon, Quistad & Wade)
8. Enemy – 3:58 (Denney, McKinnon & Quistad)
9. Spineless – 2:00 (Bond, Gaylord, Kluesener & Quistad)
10. Basic Hate – 3:41 (Blake, Denney, McKinnon & Quistad)
11. Desperate – 4:24 (Blake, McKinnon, Quistad & Wade)

Durata totale: 38:58

## Formazione
- Briton Bond – voce death
- Cody Quistad – chitarra ritmica e voce melodica
- Seth Blake – chitarra solista e cori
- Chris Gaylord – basso
- Stephen Kluesener – batteria